# Alcaucín
Alcaucín è un comune spagnolo di 1 540 abitanti situato nella comunità autonoma dell'Andalusia.